# Zjawisko fizyczne
Zjawisko fizyczne – przemiana, na skutek której zmieniają się właściwości fizyczne ciała lub obiektu fizycznego.
Zjawisko fizyczne to zmiany i procesy zachodzące w przyrodzie, np. topnienie lodu. Aby zjawiska fizyczne mogły zajść, potrzebna jest siła. Siłami są różne oddziaływania, np. oddziaływania podstawowe jak oddziaływanie elektryczne, magnetyczne, grawitacyjne lub oddziaływania pochodne, np. międzycząsteczkowe czy tarcie.
W chemii czasem dodatkowo precyzuje się, że zjawiskiem fizycznym jest przemiana, która nie jest reakcją chemiczną, chociaż z punktu widzenia fizyki reakcja chemiczna też jest zjawiskiem fizycznym zachodzącym na poziomie cząsteczek.

## Fundamentalne znaczenie zjawisk fizycznych
Pewne zjawiska okazały się bardzo znaczące w rozwoju fizyki stanowiąc potwierdzenie teorii fizycznych lub obalając stare i stymulując powstawanie nowych. Często zjawiska te noszą nazwę pochodzącą od ich odkrywcy. Należą do nich m.in.
- zjawisko Comptona
- efekt fotoelektryczny
- zjawisko tunelowe
- efekt Meissnera
- efekt Casimira
- efekt Starka
- efekt Zeemana

## Przykłady innych zjawisk fizycznych
- zjawisko Dopplera
- zjawisko Herschela
- zjawisko piezoelektryczne
- zjawisko Josephsona
- efekt Halla (klasyczny)